# Adyson
Adyson do Nascimento Soares (Coroatá, Maranhão, 22 de septiembre de 2005) es un futbolista brasileño. Juega de extremo por ambas bandas o interior derecho y su equipo actual es el Shabab Al-Ahli Dubai FC de la UAE Pro League, máxima categoría del fútbol emiratí.

## Trayectoria
Debutó como profesional el 25 de enero de 2022, ingresó al minuto 72 para enfrentar a Caldense pero perdieron 2-1 por Campeonato Mineiro. En todo el 2022 jugó 7 partidos pero solamente a nivel estadual, no tuvo oportunidades en la Serie A de 2022.
Comenzó la temporada 2023 con un buen rendimiento en la sub-20 del club, llegaron a la final de la Copa São Paulo de Futebol Júnior pero fueron derrotados 2-1 por Palmeiras, Adyson jugó 8 partidos, convirtió 3 goles y brindó 2 asistencias.
Tuvo participación con el plantel principal en el Campeonato Mineiro 2023 con 4 partidos jugados, llegaron a la final pero cayeron con Atlético Mineiro tras un global 5-3. Su primer gol oficial lo convirtió el 12 de abril en la Copa de Brasil 2023, fue suplente e ingresó al comienzo del segundo tiempo, al minuto logró vulnerar la portería rival y finalmente ganaron 1-2.
En junio de 2025 fue fichado por Shabab Al-Ahli Dubai FC.

## Estadísticas
Actualizado al último partido citado el 5 de abril de 2025.
| Club                           | Div.          | Temporada     | Liga  | Liga  | Liga   | Estatal | Estatal | Estatal | Copas nacionales | Copas nacionales | Copas nacionales | Copas internacionales | Copas internacionales | Copas internacionales | Total | Total | Total  |
| Club                           | Div.          | Temporada     | Part. | Goles | Asist. | Part.   | Goles   | Asist.  | Part.            | Goles            | Asist.           | Part.                 | Goles                 | Asist.                | Part. | Goles | Asist. |
| ------------------------------ | ------------- | ------------- | ----- | ----- | ------ | ------- | ------- | ------- | ---------------- | ---------------- | ---------------- | --------------------- | --------------------- | --------------------- | ----- | ----- | ------ |
| América Mineiro F. C. · Brasil | 1.ª           | 2022          | -     | -     | -      | 7       | 0       | 0       | -                | -                | -                | -                     | -                     | -                     | 7     | 0     | 0      |
| América Mineiro F. C. · Brasil | 1.ª           | 2023          | 8     | 0     | 0      | 4       | 0       | 0       | 3                | 1                | 1                | 1                     | 0                     | 0                     | 16    | 1     | 1      |
| América Mineiro F. C. · Brasil | 2.ª           | 2024          | 30    | 2     | 3      | 4       | 0       | 0       | -                | -                | -                | —                     | —                     | —                     | 34    | 2     | 3      |
| América Mineiro F. C. · Brasil | 2.ª           | 2025          | 0     | 0     | 0      | 12      | 0       | 2       | 1                | 0                | 0                | —                     | —                     | —                     | 13    | 0     | 2      |
| América Mineiro F. C. · Brasil | Total club    | Total club    | 38    | 2     | 3      | 27      | 0       | 2       | 4                | 1                | 1                | 1                     | 0                     | 0                     | 70    | 3     | 6      |
| Shabab Al-Ahli F. C. · EAU     | 1.ª           | 2025-26       | 0     | 0     | 0      | —       | —       | —       | -                | -                | -                | -                     | -                     | -                     | 0     | 0     | 0      |
| Shabab Al-Ahli F. C. · EAU     | Total club    | Total club    | 0     | 0     | 0      | 0       | 0       | 0       | 0                | 0                | 0                | 0                     | 0                     | 0                     | 0     | 0     | 0      |
| Total carrera                  | Total carrera | Total carrera | 38    | 2     | 3      | 27      | 0       | 2       | 4                | 1                | 1                | 1                     | 0                     | 0                     | 70    | 3     | 6      |
| 1. 2.                          |               |               |       |       |        |         |         |         |                  |                  |                  |                       |                       |                       |       |       |        |